# Màscares (pel·lícula de 2009)
Màscares és una pel·lícula documental dirigida el 2009 per Elisabet Cabeza i Esteve Riambau, protagonitzada per Josep Maria Pou i produïda per Oberon Cinematografica.

## Argument
Els actors, com els mags, no revelen els seus trucs. Josep Maria Pou va fer una excepció en permetre que una càmera filmés el procés de preparació d'una obra en la qual interpretava a Orson Welles. Com es passa de la comèdia a la tragèdia? De l'heroi a l'antiheroi? Què succeeix a la vida d'un actor quan deixa d'interpretar un personatge per ficar-se en la pell d'un altre?

## Comentari
Màscares es planteja respondre aquests interrogants a partir d'una ocasió excepcional. Durant dos anys, Josep Maria Pou va recórrer els escenaris catalans i espanyols interpretant La cabra, un drama d'Edward Albee. L'èxit de públic va ser rotund i el seu treball recompensat amb el Premi Nacional de Teatre, entre molts altres guardons. El seu pròxim projecte era Su seguro servidor: Orson Welles, una obra sobre el director de Ciutadà Kane escrita per Richard France.
Els assajos d'aquesta obra, dirigida i adaptada per Esteve Riambau i estrenada al Festival Grec 2008, són un pretext ineludible per aprofundir en la professió d'actor a través d'un procés que normalment es desenvolupa portes endins. L'acció de Màscares transcorre entre el teló que cau després de l'última representació de La cabra i el que s'alça per a l'estrena de Su seguro servidor: Orson Welles, al teatre Romea de Barcelona.
Dins d'aquest marge, que transita lliurement entre la realitat i la ficció com ja ho feia La doble vida del faquir, el primer llargmetratge d'Elisabet Cabeza i Esteve Riambau, Josep Maria Pou posa en evidència la tècnica i les rutines del teatre; les fronteres entre la vida personal i la imatge que, com a actor, projecta davant els altres.
Peter Brook afirma que «el fet que la màscara et doni la possibilitat d'amagar-te anul·la la necessitat d'ocultar-se». La pel·lícula pretén corroborar aquesta paradoxa a partir d'un material dramàtic de primer ordre, ja que si, com deia Shakespeare, el món és un escenari i tots nosaltres mers actors, hi ha qui de la màscara n'ha fet la seva vida.